# Big Brother (film)
Big Brother is een Amerikaanse misdaadfilm uit 1923 onder regie van Allan Dwan. In Nederland werd de film destijds uitgebracht onder de titel Zijn groote broer. De film is wellicht zoekgeraakt.

## Verhaal
De crimineel Jimmy Donovan krijgt de voogdij over Midge, de zeven jaar oude broer van zijn vriend Ben Murray. Hij wil zijn leven beteren en het kind een fatsoenlijke opvoeding geven. De rechter neemt Midge van hem af, maar Jimmy laat zien dat hij veranderd is door geld terug te geven dat een andere crimineel had gestolen. Aldus wint hij zowel Midge als zijn vriendinnetje Kitty terug.

## Rolverdeling
| Acteur             | Personage          |
| ------------------ | ------------------ |
| Tom Moore          | Jimmy Donovan      |
| Edith Roberts      | Kitty Costello     |
| Raymond Hatton     | Joe Miller         |
| Joe King           | Ben Murray         |
| Mickey Bennett     | Midge Murray       |
| Charles Henderson  | Dan Marron         |
| Paul Panzer        | Mike Navarro       |
| Neill Kelley       | Monk Manelli       |
| William Black      | Loman Duryea       |
| Martin Faust       | Spike Doyle        |
| Milton Herman      | Izzy               |
| Florence Ashbrooke | Mevrouw Shean      |
| Yvonne Hughes      | Meisje van Navarro |
| Charles Hammond    | Rechter            |